# Gården hedder Vikagardur
Gården hedder Vikagardur er en dokumentarfilm fra 1946 instrueret af Valdemar Lauritzen (1902-1955 efter manuskript af Christian Matras. Filmen er en skildring af den færøske kongsbonde Jakubs og hans families daglige tilværelse som fiskere, fåreavlere, fuglefængere og agerdyrkere på en ensomt, men malerisk beliggende gård ved Saksun på Streymoy. 